# Liste der Monuments historiques in Échebrune
Die Liste der Monuments historiques in Échebrune führt die Monuments historiques in der französischen Gemeinde Échebrune auf.

## Liste der Bauwerke
| Bezeichnung      | Beschreibung              | Standort                   | Kennzeichnung | Schutzstatus | Datum | Bild           |
| ---------------- | ------------------------- | -------------------------- | ------------- | ------------ | ----- | -------------- |
| Calvaire         |                           | Route nationale 700 (Lage) | PA00104674    | Inscrit      | 1949  | weitere Bilder |
| Kirche St-Pierre | Erbaut im 12. Jahrhundert | (Lage)                     | PA00104675    | Classé       | 1902  | weitere Bilder |

## Liste der Objekte
| Bezeichnung        | Beschreibung                     | Standort                       | Kennzeichnung | Schutzstatus | Datum | Bild |
| ------------------ | -------------------------------- | ------------------------------ | ------------- | ------------ | ----- | ---- |
| Gemälde Kreuzigung | Öl auf Leinwand, 19. Jahrhundert | in der Kirche St-Pierre (Lage) | PM17001659    | Inscrit      | 1989  |      |